# Boompaal

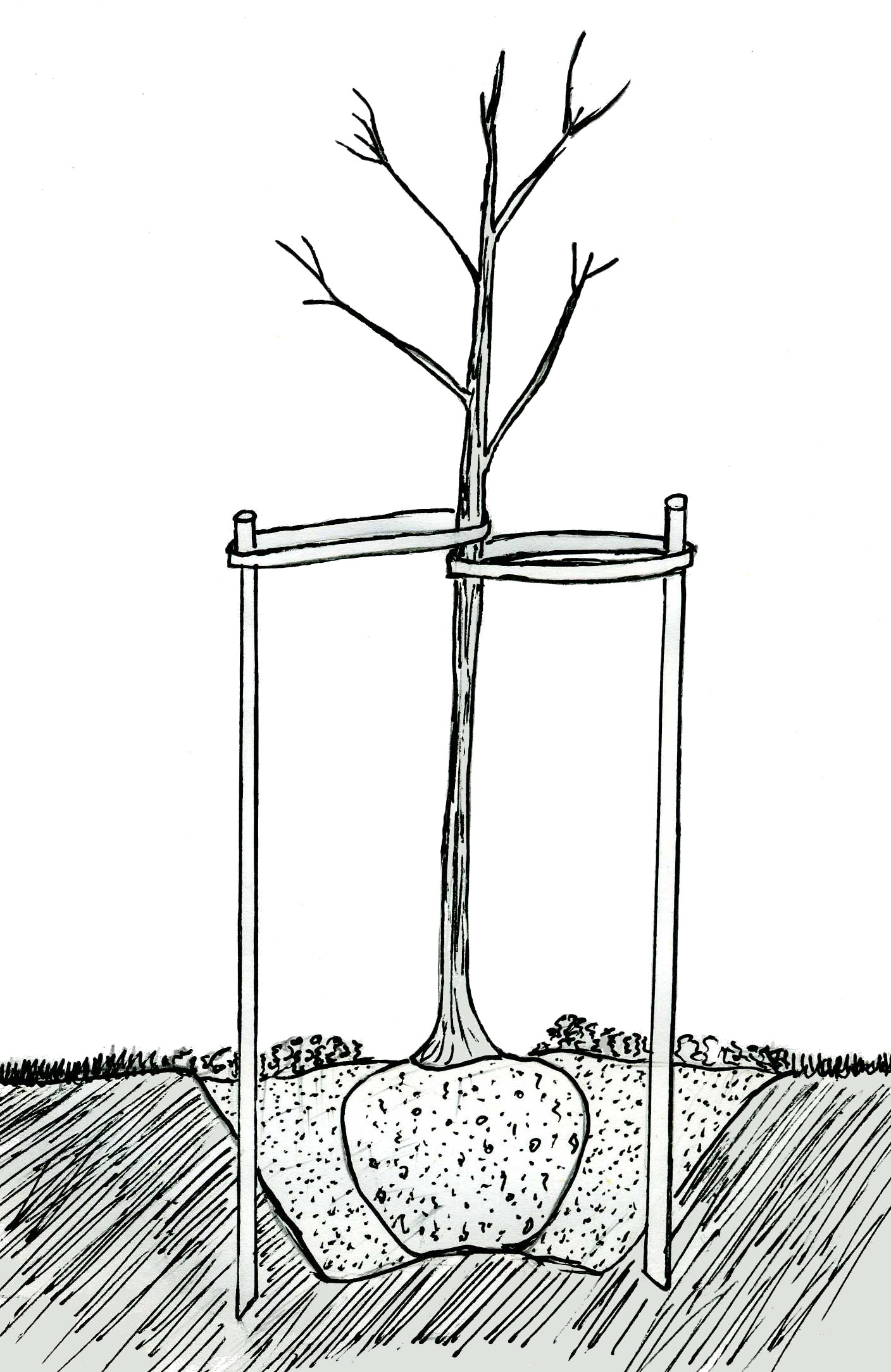
Tekening van een boom ondersteund door boompalen

Een boompaal is een paal die wordt gebruikt om jonge bomen te steunen op plaatsen waar veel wind is. Met boomband (singelband) wordt de boom kruiselings aan de boompaal bevestigd. De bevestiging mag echter niet hoger dan 60 cm zitten, omdat er bij sterke wind anders te veel beweging in de kluit komt, waardoor deze niet goed en snel kan vastgroeien. Na ongeveer 3 jaar is de boom voldoende geworteld en mag de paal verwijderd worden.